# Pólvora

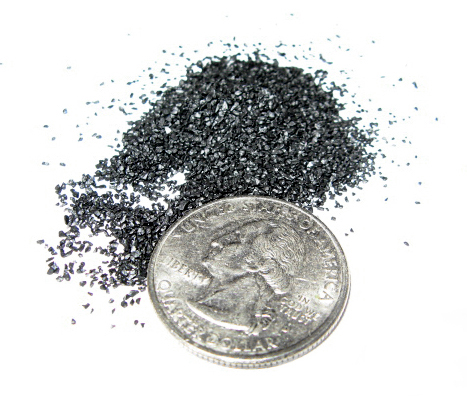
Pólvora negra

La pólvora o pólvora negra és una barreja fortament explosiva de diverses composicions, la més antiga de les quals és de salnitre, sofre i carbó, anomenada pólvora negra o pólvora terrosa segons el color del carbó emprat. És una substància sòlida i generalment en forma de grans més o menys petits. S'usa, entre altres funcions, per a impulsar projectils en les armes de foc, propel·lir coets, barrinar roques, enderrocar construccions, preparar focs d'artifici. El sofre i el carbó actuen com a combustible mentre que el salnitre o nitrat de potassi actua com a comburent o agent oxidant. El carbó és el principal element combustible però el sofre facilita la iniciació de la combustió i n'augmenta la velocitat.
El descobriment de la pólvora és d'origen incert, sembla que els primers a utilitzar composicions similars a la pólvora negra van ser els xinesos. En els segles vii i viii els xinesos i els romans d'Orient ja havien utilitzat la pólvora per ser utilitzada en focs d'artifici, projectils incendiaris i coets voladors, seria introduïda a Europa pels sarraïns i no va ser habitual fins a començament del segle xiii, segle al qual també va ser utilitzada a la guerra.
El magatzem on es guarda la pólvora s'anomena polvorí.

## Història

Bomba mongol, llançada contra les tropes japoneses durant les invasions mongols del Japó del 1281

Tot i que l'origen de la pólvora és incert, hi ha consens entre els principals experts en considerar que va ser inventada a la Xina a mitjans del segle ix durant la dinastia Song i des d'aquí es va estendre vers l'Orient Mitjà i més tard cap a Europa. Tot i que encara hi ha una disputa sobre la influència que van tenir els avenços xinesos a l'Orient Mitjà i a Europa en el camp de l'ús de la pólvora a la guerra.
La pólvora va ser inventada, documentada i s'utilitza a la Xina, on les forces militars xineses de la dinastia Song van utilitzar armes basades en la pólvora com per exemple coets, armes de foc o canons i explosius fets amb pólvora, granades i diferents tipus de bombes, contra els mongols quan aquests van intentar envair i trencar les fortificacions de les ciutats xineses de la frontera nord. Després que els mongols van aconseguir de conquerir la Xina i van fundar la dinastia Yuan van utilitzar la tecnologia xinesa de les armes de foc durant les invasions del Japó.
La difusió de la pólvora al llarg de l'Àsia des de la Xina s'atribueix principalment als mongols. Un dels primers exemples de contacte dels europeus amb la pólvora i les armes de foc va ser en la batalla de Muhi l'11 d'abril del 1241 al Regne d'Hongria durant la invasió mongol d'Europa. En aquesta batalla els mongols no només van utilitzar la pólvora amb les primeres d'armes de foc xineses sinó també a les primeres granades.

### La pólvora del regne d'Assam
El regne d'Asam (també escrit Assam, Asem, Azam,Acem, Asham, Acham…) fou un antic regne situat al nord de l'actual Siam.
Segons la tradició allí es va inventar la pólvora i aquest coneixement fou transmès als xinesos.

### Xina
El nitrat de potassi, o salnitre, ja era conegut pels xinesos a mitjans del segle primer i hi ha una forta evidència de la utilització d'aquesta substància i del sofre en diferents combinacions medicinals. Un text alquímic xinès datat el 492 assenyala que el salnitre cremava amb una flama de color porpra, el que proporciona un mitjà pràctic i fiable per tal de diferenciar-ho d'altres sals inorgàniques i permetent els alquimistes d'avaluar i comparar les tècniques de purificació. Els primers documents sobre la purificació del salnitre àrabs i llatins són posteriors a l'any 1200.
La primera menció documental d'una barreja semblant a la pólvora va ser descrita l'any 808 per Qing Xu Zi Qing, es tracta d'una barreja de sofre, salnitre i aristolòquia (una herba que aportava el carbó). La primera referència escrita a la pólvora és probablement a un passatge del Zhenyuan miaodao yaolüe, un text taoista que s'ha datat provisionalment a mitjans del segle ix. Aquest text descriu diferents fórmules alquímiques considerades perilloses, dues contenen salnitre i a una tercera hi ha un avís seriós: "alguns han escalfat junts sofre, realgar i salnitre amb mel, el fum i les flames que han resultat han cremat les seves mans i la cara, i fins i tot la totalitat casa on treballaven va cremar."
Molt ràpidament, els xinesos van aplicar la pólvora en el desenvolupament d'armes, però abans d'inventar les armes de foc van crear una gran varietat d'altres tipus d'armes com per exemple llançaflames, coets, bombes o mines terrestres. Durant el segle x s'utilitzava la pólvora com a base per a la fabricació de diferents tipus d'artefacte incendiaris que eren llançats per fonèvols i fletxes incendiàries que eren llançads amb arcs i ballestes A mitjans del segle xi es va escriure el Wǔjīng Zǒngyào (xinès tradicional: 武經總要, xinès simplificat:武经总要, Col·lecció de les Tècniques Militars més importants) a la cort de la dinastia Song, on es descriuen diferents barreges amb la característica de contenir màxim del 50% de salnitre, cosa que tindria efectes incendiaris però poc explosius. També s'hi mencionen metxes lentes, coets i focs artificials.
En el segle xii es publiquen en xinès manuals de construcció i ús de coets propulsats per pólvora. En fonts xineses hi ha testimoni escrit de l'ús de bombes deflagrants el 1187. Les bombes d'explosió comencen a fer-se servir a la Xina el 1221.

### Orient Mitjà
Els àrabs van conèixer la pólvora en algun moment entre 1240 i 1280, època durant la qual Hassan al-Rammah va escriure en àrab receptes de pólvora, instruccions per a la purificació del salnitre, i les descripcions de les propietats incendiàries de la pólvora. La pólvora va arribar a l'Orient Mitjà procedent de la Xina, possiblement a través de l'Índia. La utilització de denominacions com neu xinesa per al salnitre, flors de la xina per als focs d'artifici o fletxes xineses per als coets suggereixen que el seu coneixement derivava de fonts xineses.
Hassan al-Rammah va incloure 107 receptes de pólvora en la seva obra al-Furusiyyah wa al-al-Manasib Harbiyya, 22 de les quals són per a coets. Si es pren la mitjana de 17 d'aquestes 22 composicions (75% de nitrats, 9,06% de sofre i el 15,94% de carbó), es troba que és gairebé idèntica a la moderna fórmula ideal de la pólvora composta per un 75% de nitrat de potassi, un 10% de sofre i un 15% de carbó.

### Europa
A Europa, una de les primeres mencions de l'ús de la pólvora es troba a uns passatges de les obres Opus Majus i Opus Tertium (1267) de Roger Bacon on es mencionen el que s'ha interpretat com a foc grec i els petards. A principis del segle xx l'oficial d'artilleria britànic Henry William Lovett Hime va proposar que l'Epistola de Secretis Operibus Artis et Naturae, et de Nullitate Magiae (provisionalment atribuïda a Roger Bacon) contenia una fórmula xifrada de la pólvora. Aquesta afirmació ha estat qüestionada per historiadors de la ciència com Lynn Thorndike, John Maxson Stillman o George Sarton tant pel que fa a l'autenticitat de l'obra com pel que fa al mètode de desxifrat. Però en qualsevol cas, la fórmula que s'afirmava que havia estat desxifrada (7 parts de salnitre:5 parts de carbó:5 parts de sofre) no és útil per a ser utilitzada a les armes de foc ni per a la fabricació de petards perquè crema lentament i produeix sobretot fum.
El Liber Ignium, o Llibre dels focs, atribuït a Marcus Graecus, és una col·lecció de fórmules incendiàries que inclou algunes receptes de pólvora. James Riddick Partington (1886- 1965) va datar les fórmules de la pólvora vers l'any 1300.
La pólvora va ser utilitzada per primera vegada a Occident amb fins bèl·liques en 1262 pels musulmans al setge de Labla en utilitzar-se per a accionar uns primitius canons.
Durant els segles xv i xvi van circular per Europa històries que afirmaven que Berthold Schwarz havia estat l'inventor de la pólvora. Es tractaria d'un personatge llegendari que alguns autors com l'historiador H.J. Rieckenberg creuen que podria haver estat un frare franciscà anomenat Bertold von Lützelstetten però no hi ha cap prova que l'avalin com a inventor de la pólvora i la seva activitat, durant la segona meitat del segle xiv, és posterior a les proves documentals de la presència de la pólvora a Europa.
La gran aportació europea a la pólvora va ser el procés de granulació, que consisteix a afegir humitat a la pólvora per tal de formar grans regulars de mida més gran, això incrementa la seguretat i la consistència de la pólvora. Aquesta invenció es va fer cap a finals del segle xv quan els fabricants europeus van començar a afegir humitat a la pólvora per reduir la pols i amb això el risc d'explosió. Amb la humitat es formava una mena de pasta amb una consistència de puré o farinetes que després s'utilitzava per crear grans que eren assecats.
La nova pólvora granulada era més potent i segura d'emmagatzemar perquè era molt menys higroscòpica que la pols precedent gràcies a la reducció neta de la superfície. Els usuaris van descobrir que també era més potent i més fàcil de carregar a les armes. Un dels avantatges de la granulació és que la flama de la combustió es propaga de manera uniforme entre els grans, de manera que tots els grans s'encenen abans que hi hagi una expansió significativa de gasos quan la pólvora "explota". En el cas de la pólvora en pols hi ha una gran part que no es crema i és empesa lluny de la flama d'encesa i de la cambra de combustió a causa de l'expansió del gas que hi ha entre les partícules de la pols. L'experimentació va conduir al descobriment que la velocitat de la combustió era diferent en funció de la mida del gra i que unes mides eren més adients que d'altres per als diferents tipus d'arma.

## Característiques
Com a substància explosiva, és utilitzada principalment com a propulsor de projectils en les armes de foc i com a propulsor i amb finalitats acústiques en els jocs pirotècnics. Està composta de determinades proporcions de nitrat de potassi (salnitre), carbó i sofre i amb una composició (per pes) d'aproximadament 15:3:2, respectivament. La seva deflagració és de 600 a 700 m/s.
Les pólvores poden ésser classificades en dos grans grups: el de les pólvores ordinàries i el de les pólvores sense fum. Hom anomena «pólvora ordinària» les pólvores negres, que són les més importants, i les pólvores terroses, les pólvores nitratades i les pólvores cloratades.
El terme «pólvora negra» va ser encunyat cap a finals del segle xix als Estats Units per distingir la pólvora tradicional de les noves formulacions de la pólvora sense fum. També hi ha la parcialment sense fum, que redueix de manera significativa les quantitats de fum i els productes de combustió, i que oscil·la entre un color bronzejat, color marró a groc o blanc. La majoria d'aquests productes, variants del sense fum en pols van deixar de fabricar-se a la dècada del 1920.

### Composició
El carbó i el sofre cremen gràcies al nitrat de potassi, que és el comburent, atès que subministra l'oxigen necessari per a la combustió. També es pot emprar nitrat de sodi però té l'inconvenient de ser higroscòpic, és a dir, absorbeix la humitat de l'ambient.
També hi ha una altra pólvora utilitzada habitualment, que en comptes de nitrat de potassi fa servir clorat de potassi (KClO₃), que és la que es fa servir en pirotècnia. El clorat de potassi no és massa higroscòpic i funciona millor que el nitrat de potassi, però la combustió del carbó i el sofre és molt més ràpida, essent gairebé explosiva, per això s'usa en pirotècnia.
Les quantitats de cada component són: 50% de KClO₃, 35% de carbó i 15% de sofre. El sofre ajuda a la combustió, perquè quan es crema produeix diòxid i triòxid de sofre, SO₂ i SO₃, que en combinar-se amb les molècules d'aigua procedents no de la combustió sinó de la humitat, es produeix àcid sulfúric (H₂SO₄) i àcid sulfurós (H₂SO₃), que reaccionen violentament amb el clorat de potassi, fent que es descompongui molt ràpidament.
La pólvora negra és una barreja granulada composta per:
- Un nitrat, habitualment nitrat de potassi (KNO₃), que subministra l'oxigen necessari per a la reacció química de la combustió;
- El carbó, que proporciona carboni (C) i d'altres combustibles per a la reacció;
- Sofre (S), alhora que és un combustible disminueix la temperatura d'ignició i augmenta la velocitat de combustió.

El nitrat de potassi és l'ingredient més important tant en termes de volum com funcional perquè el procés de combustió n'allibera l'oxigen provocant la ràpida combustió dels altres ingredients. Per a reduir el risc d'ignició accidental a causa de l'electricitat estàtica, els grans de la pólvora negra moderna acostumen a estar recoberts amb grafit per tal d'impedir l'acumulació de càrrega electroestàtica.
El carbó no és format per carboni pur, sinó que també conté cel·lulosa parcialment pirolitzada, en què la fusta no està completament descomposta. La temperatura d'auto ignició del carbó és relativament baixa mentre que la del carboni és molt més gran. Per tant, una composició de pólvora negra que contingui carboni pur cremarà, en el millor dels casos, de manera similar al cap d'un llumí.
L'actual composició de les pólvores negres fabricades per a usos pirotècnics va ser adoptada el 1780. Les seves proporcions en pes són del 75% de nitrat de potassi (també conegut com a salnitre), el 15% de carbó vegetal, i el 10% de sofre. Aquestes ràtios han variat al llarg dels segles i segons els països, i poden ser modificades una mica en funció de la finalitat per a la qual s'utilitzarà la pólvora. Per exemple, la pólvora de baixa potència, no apta per al seu ús en armes de foc, és adequada per fer voladures de roca a les pedreres, les seves proporcions són del 70% de nitrat, 14% carbó i el 16% de sofre; també pot ser fabricada amb nitrat de sodi que és més barat i llavors les proporcions serien del 40% de nitrat, 30% de carbó i el 30% de sofre.
La granulació és un procés en el qual es barreja la pólvora negra en pols amb un aglutinant líquid, habitualment aigua, després s'asseca en forma de plaques aixafades que finalment són triturades i els grans separats segons la seva mida. Aquest procés va millorar la fiabilitat de la pólvora en fer que la velocitat de combustió fos més uniforme i en inhibir la separació dels seus components constitutius. Durant els segles en què la pólvora va ser el propulsor universal per a tot tipus d'armes de foc, els granulats gruixuts s'utilitzaven per als canons i els més fins a les armes de mà. La velocitat de combustió de la pólvora es pot fer variar en funció de la mida dels grans.

### Combustió
Una equació química simple de la combustió de la pólvora negra que és habitualment citada seria:
2 KNO₃ + S + 3 C → K₂S + N₂ + 3 CO₂
Una de més precisa, però simplificada, seria:
10 KNO₃ + 3 S + 8 C → 2 K₂CO₃ + 3 K₂SO₄ + 6 CO₂ + 5 N₂
Tot i que la fórmula química del carbó varia es pot utilitzar la seva fórmula empírica:
C₇H₄O
Una equació més exacta de la descomposició de la pólvora negra amb l'ús de sofre pot ser descrita com:
4 KNO₃ + C₇H₄O + 2 S	—> 2 K₂S + 4 CO₂ + 3 CO + 2 H₂O + 2 N₂
En el cas de la pólvora negra sense utilitzar sofre:
6 KNO₃ + C₇H₄O —> 3 K₂CO₃ + CO₂ + 6 CO + 2 H₂O + 2 N₂
La combustió de la pólvora no es produeix en una única reacció i és difícil predir-ne els subproductes resultants. Els resultats d'un estudi van mostrar que es produeix un 55,91% de productes sòlids (carbonat de potassi, sulfat de potassi, sulfur de potassi, sofre, nitrat de potassi, tiocianat de potassi, carboni, carbonat d'amoni), un 42,98% dels productes gasosos (diòxid de carboni, nitrogen, monòxid de carboni, sulfur d'hidrogen, hidrogen, metà) i un 1,11% d'aigua.
La pólvora conté una energia de 3 megajoules per quilogram i conté el seu propi oxidant. En comparació, l'energia del TNT és de 4,7 megajoules per quilogram i la de la gasolina de 47,2 megajoules per quilogram. La pólvora és un explosiu de baixa potència i com a tal no pot detonar, sinó que deflagra.